# Mean Mug
Mean Mug, è una canzone del rapper statunitense Soulja Boy, estratta dal suo terzo album in studio The DeAndre Way il 16 novembre 2010. Il singolo, prodotto da Rico Beats, vede la collaborazione di 50 Cent.